# NGC 646-2
NGC 646-2 is een lensvormig sterrenstelsel in het sterrenbeeld Kleine Waterslang. Het sterrenstelsel bevindt zich dicht bij NGC 646-1.

## Synoniemen
- PGC 6014
- ESO 80-2
- VV 443
- AM 0135-650